# Bondary (Litwa)
Bondary (lit. Bendoriai) − wieś na Litwie, w rejonie wileński, 4 km na północ od Awiżenii. W 2001 wieś była zamieszkana przez 192 ludzi, natomiast w roku 2010 jej populacja liczyła już 604 mieszkańców.
Przed II wojną światową w Polsce, w powiecie wileńsko-trockim województwa wileńskiego.